# Volkovo (Prilep)
Volkovo (macedónul: Волково) település Észak-Macedóniában, a Pelagonijai körzet Prilepi járásában.

## Népesség
- 2002-ben 42 lakosa volt, akik mindannyian macedónok.